# Liuva II

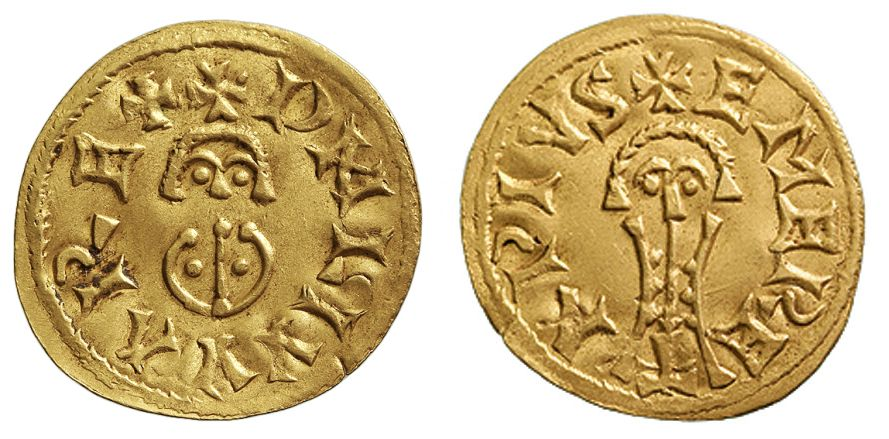
Moneda encunyada a Mèrida durant el seu regnat.

Liuva II (583-603) fou rei visigot del 601 al 603. Succeí el seu pare Recared I quant tenia 18 anys.
Fill de Recared I i d'una dona de la qual se'n desconeix el nom, d'origen humil segons Isidor de Sevilla. Recared tenia per a reina a Baddo, això fa suposar que Liuva II era un fill il·legítim. A més, que Isidor esmenti això alhora que n'enalteix les virtuts personals, sembla implicar que l'origen del monarca fou utilitzat en la seva contra. En qualsevol cas, el 601 Liuva II va esdevenir rei amb només 18 anys a la mort del seu pare.
El seu regnat va ser molt breu, el 603 és víctima d'un cop d'estat ordit per diferents membres de la noblesa, que el deposa. A més també va morir, probablement a causa de l'amputació de la seva mà dreta. Entre els cabdills hi havia el comte Viteric, que es convertí en el nou rei, i que havia conspirat anteriorment contra Recared després del III Concili de Toledo. Se'l considera responsable de la mort de Liuva i, a més, hom ha afirmat que va suposar un retorn a l'arrianisme. Tanmateix, d'aquest fet no hi ha cap mena d'evidència i no sembla probables, atès que Isidor de Sevilla no ho comenta i un fet d'aquesta significació el bisbe no l'hagués passat per alt. Segurament el que volien Viteric i els seus seguidors era restablir el poder i la riquesa que havien perdut durant el regnat de Recared.